# Ágios Kosmás (Grevená)
Ne doit pas être confondu avec Agios Kosmas (Attique).
Ágios Kosmás, en grec moderne : Άγιος Κοσμάς, est un village et un ancien dème du district régional de Grevená, en Macédoine-Occidentale, Grèce. Depuis 2010, il est fusionné au sein du dème de Grevená.
Selon le recensement de 2011, la population du dème compte 870 habitants tandis ainsi que celle du village s'élève à 49 habitants.